# Alquerías (Murcia)
Alquerías es una pedanía perteneciente al municipio de Murcia (España). Cuenta con una población de 6275 habitantes (INE 2023) y una extensión de 8,78 km². Se encuentra en el último tramo de la Vega Media, muy próxima a la comarca de la Vega Baja del Segura (provincia de Alicante).

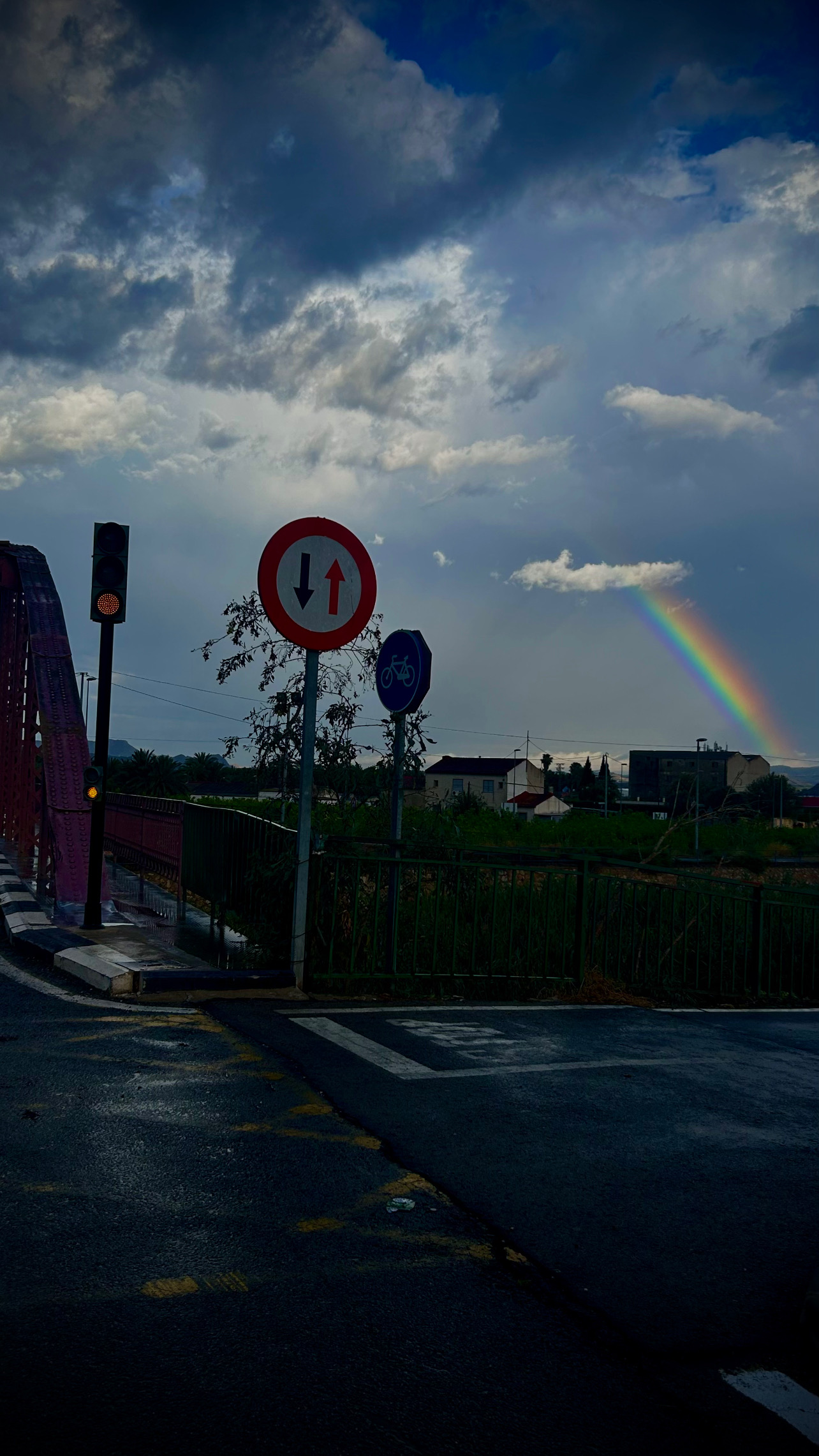
Fotografía del puente viejo de Alquerías

## Geografía
Limita con:
- al este: municipio de Beniel.
- al norte: El Raal.
- al oeste: Santa Cruz y Llano de Brujas.
- al sur: Los Ramos y Zeneta.

## Historia
La historia nos habla de una antigua denominación (Cinco Alquerías), el origen de su nombre le viene al pueblo porque se construyó alrededor de las cinco casas o alquerías que se habían edificado al oeste del antiguo poblado romano, al este del actual emplazamiento.
Según el libro Sumario de las antigüedades romanas que hay en España, en especial las pertenecientes a las Bellas Artes, escrito por Juan Agustín Ceán Bermúdez, y publicado en el año 1832, menciona lo siguiente sobre Cinco Alquerías: " Cinco Alquerías, pueblo del reino y partido de Murcia, confinando con el de Valencia, y tal vez llamado así por estar fundado donde estuvieron antes cinco casas de campo. El doctor don Juan Lozano, canónigo de la santa iglesia de Cartagena, es de parecer que en este terreno o recinto estuvo en el tiempo de los romanos la antigua ciudad de Vergilia de los bastitanos. El rio Tader ó Segura rodea sus ruinas y fragmentos, como restos de cementerios, de columnas, urnas cinerarias y vasos lacrimatorios, que se hallan al oriente del pueblo. Al sudueste, donde está el castillo Tabala, se descubren acueductos y monedas imperiales; y tornando hacia el oriente aparecen otras ruinas y otros fragmentos, que siguen hasta Cenete. Por último, junto á la granja de Floridablanca se desenterraron estatuas de piedra, cimientos de argamasa y ánforas angostas; y siguiendo hacia poniente se ve un espacioso canal de sillería con sus bóvedas, y todo este espacio es una continuacion de antigüedades romanas."
Con la invasión musulmana, se desplazó la ubicación a la de hoy en día. Alquerías tiene una larga ocupación y la huella árabe aún permanece en el lenguaje, costumbres y toponimia de la zona. Durante la Reconquista, concretamente en el siglo XIII, el rey castellano Alfonso X el Sabio reparte la Huerta entre los señores que le habían prestado ayuda, casi todos procedentes del fronterizo Reino de Aragón. Esta circunstancia haría que fuesen muy disputados los límites entre Castilla y Aragón, no definiéndose de manera definitiva hasta bien entrado el siglo XV. En 1329 se celebraría en "Cinco Alquerías" un pleito homenaje entre los reyes de Castilla y Aragón tras los acuerdos de Torrellas, acuerdos que configuraban las fronteras delineadas entre Orihuela y Murcia.
Primeramente, Alquerías pasaría a manos del obispado, para luego ser cedida a las familias de Castilla-Zúñiga, Vázquez y Molina, sucesivamente. Desde la Reconquista contó con una ermita dedicada a Santa María, donde se daría culto y veneración a la Virgen de la Oliva.
El poblado de Cinco Alquerías, al igual que el resto de los que hoy conforman la llamada Cordillera Sur, aún aparece en 1772 como una aldea incluida en el término de Beniaján, territorio castellano a cuya Parroquia Matriz de San Juan Bautista estaban adscritas todas las iglesias y ermitas de la comarca. Precisamente de ahí recibirá el nombre la actual parroquia de Alquerías, que no alcanzaría este rango ni su autonomía hasta 1787, año en el que empieza a edificarse tal y como la conocemos hoy.
En el siglo XVI hay un gran crecimiento de la población, frenándose en el siglo XVII a consecuencia de la peste de los años 1648 y 1649. En el siglo XVIII la Huerta es una zona próspera y rica que atrae a gentes de todo el país, pero en el siglo XIX vuelve a disminuir la demografía, esta vez a causa de una emigración originada con la crisis del campo que trajo consigo la era industrial.
En el siglo XX, como consecuencia del auge de la exportación de agrios, surge en la localidad una pequeña burguesía y un abundante proletariado, casi siempre agrícola.
El primitivo emplazamiento de esta población murciana se sitúa por los historiadores al este del actual núcleo poblacional, quedando patente su origen romano a tenor de la gran cantidad de restos de carácter funerario, ruinas de pequeños acueductos, estatuas, ánforas, monedas etc. que de esta civilización se han ido hallando en la zona.
Posteriormente, con la llegada de los árabes, se desplazó su ubicación, debiéndose el nombre que actualmente conocemos al lenguaje traído por los musulmanes, incrementándose por estos pobladores la riqueza agrícola al realizar importantes obras de canalización de las aguas destinadas al riego de estas tierras.
Ya en los primeros documentos en los que se hace referencia al reparto de tierras realizado tras la reconquista de Murcia, se mencionan las Cinco Alquerías. Concretamente el rey Alfonso X cambió 10 000 monedas de oro, que había concedido por privilegio dado en Sevilla el 1 de marzo de 1250 al obispado, por las tierras de las citadas Cinco Alquerías, aunque, posteriormente, en el año 1272, se produjo otro trueque real, estas tierras les serán cambiadas al obispado por 300 alfabas de tierra de la zona de Aljucer. Finalmente un nuevo reparto hizo que pasase a manos de diversos señores, siendo inicialmente de los Castillas, -concretamente se menciona que el primer señor de Cinco Alquerías fue doña Juana de Castilla y Zúñiga, casada con Juan Vázquez-; luego de los Vázquez y más tarde de los Molinas.
Alquerías alcanzó una gran importancia debido a su situación geográfica, por cuanto se asentaba en territorio fronterizo entre los dos reinos, especialmente con motivo de las luchas contra los oriolanos que defendían al infante don Fernando. Es en este lugar donde en 1329 se hizo el pleito homenaje de que habla Zurita. Su iglesia y su parroquia ya eran muy conocidas, siendo reconocida en 1365 por Martín López de Córdoba, camarero de Pedro I, la gran labor que se llevaba a cabo en la iglesia de Santa María de esta población. En el citado templo se conserva una imagen de la Virgen que es datada hacia finales del siglo XIII o principios del XIV.
Hacia 1713, y según la Relación de la jurisdicción que comprende el Corregimiento de la Ciudad de Murcia, se incluye como Caserío de la huerta a Zinco Alquerías, indicándose que pertenecía como mayorazgo a don Francisco Molina, Caballero de Santiago. Poco tiempo después, en 1737, se constatará la existencia de más de 150 casas, conformándose como ayuda de parroquia de la de Beniaján. No obstante la importancia que iba adquiriendo esta población, por motivos simplemente administrativos, en 1772 se mantenía como aneja a la citada parroquia de Beniaján. Será en el año 1787 cuando logrará tener parroquia propia, teniéndose constancia de que hacia 1797 tenía una población de 329 vecinos, es decir, unos 1.480 habitantes.
A mediados del siglo XIX alcanzará una población de 684 vecinos (en torno a unos 9.000 habitantes), que se dedicaban a la agricultura y a la ganadería, produciéndose cebada, trigo y mucho lino, teniéndose constancia de la existencia de algunos telares de lienzo.
En la actualidad cuenta con una población de 6275 habitantes (INE 2023). De su población activa la gran mayoría se dedica al comercio y la hostelería, seguidas por la industria manufacturera, agricultura, otros servicios y construcción. Mantiene su importancia en la producción agrícola, sustentada esencialmente en los frutales, pero a ella se ha unido un importante sector industrial que comercializa los productos agrícolas y ganaderos, así como otras industrias destinadas al mueble y a la construcción.

## Clima y paisajes
Tiene uno de los climas más cálidos de la región: veranos muy calurosos, inviernos suaves, pero sin descartar el riesgo de heladas. Las escasas precipitaciones son bastante irregulares; estas provocaban inundaciones con bastante frecuencia cuando el cauce del río Segura aún no estaba desviado.

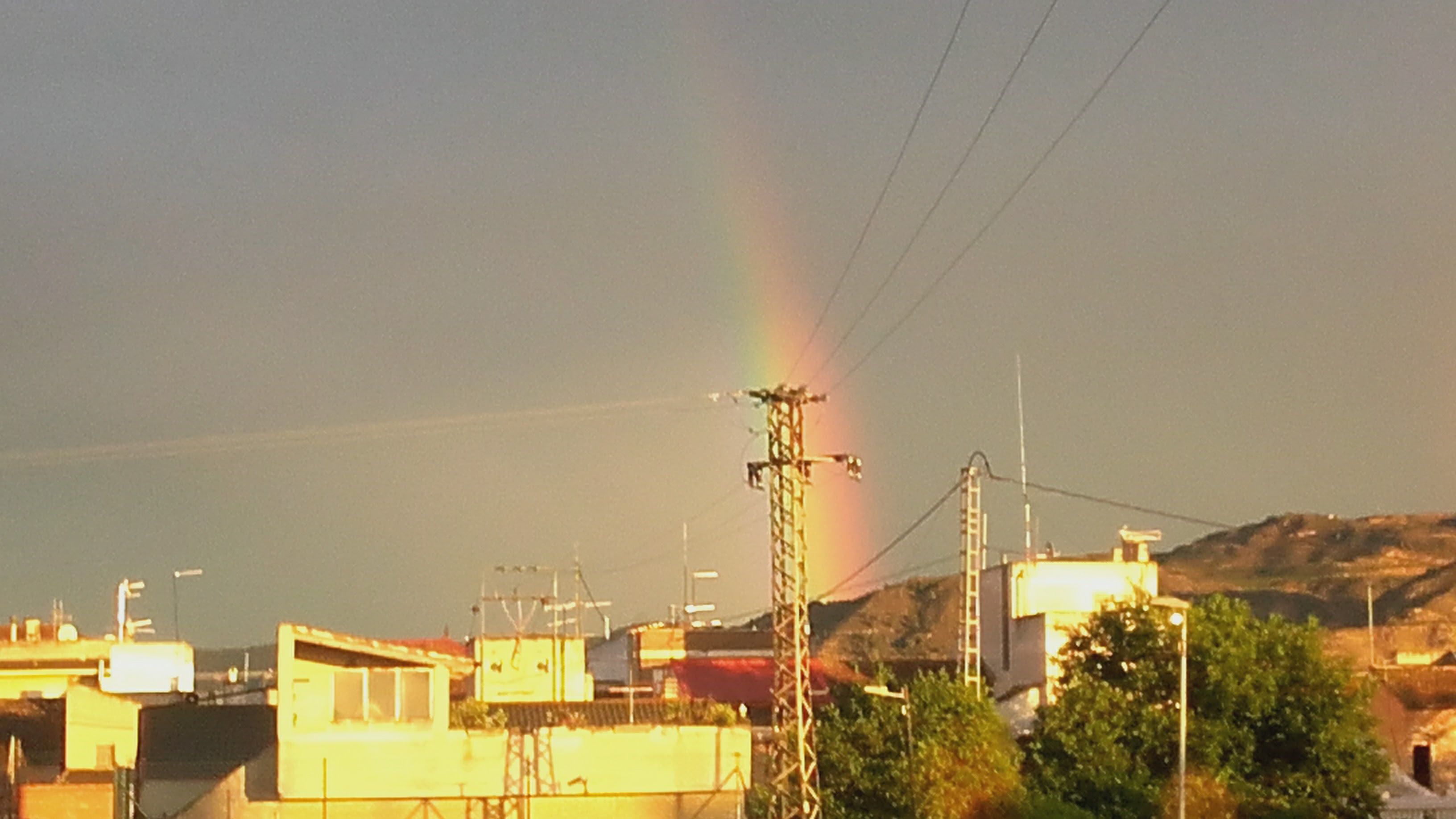
Vista de Alquerías desde el Río Segura, con un arcoíris de fondo.

Tiene un paisaje típico de la huerta: espacios amplios cultivados y sin masa forestal.

## Naturaleza de Alquerías
Alquerías se encuentra en el ámbito geográfico del municipio murciano que se acerca a la vecina provincia de Alicante. Los suelos son margosos, con capas importantes de arcilla, propios de áreas de huerta en las que los cultivos básicos han sido de cítricos y hortalizas que han aprovechado su riqueza en limos y las centenarias estructuras de riego, basadas en los canales abiertos de acequias,como la de BenielAunque en los alrededores de la localidad existen algunos relieves como el del Miravete, estos quedan más cerca de poblaciones vecinas como Torreagüera o Los Ramos. El territorio de Alquerías es plenamente una llanura de huerta en cuya zona norte discurre el río Segura, y por cuyos caminos de margen, vecinos y visitantes hacen excursiones a pie o en "mountain bike".
Flora: Como llanura huertana la flora propia de Alquerías está asociada a los cultivos de cítricos, y concretamente de limón. Además de los frutales de agrio se dan otras especies como la higuera, la olivera, el granado o la morera. En este paisaje aún bordeado por acequias y reguerones son comunes los mantos de vinagrillos y correhuelas, así como de lizones o acelgas del campo, estas últimas propias de los meses de invierno. En los márgenes de río y canales de riego abundan los carrizos de arundo donax, algunos ejemplos de tarays y olmos, plantas barrilleras y con frecuencia aromáticas como la hierbabuena o el poleo. Las flores primaverales emergen a través de malvas silvestres, vinagrillos y amapolas de todos los colores, sin olvidar el azahar de los cítricos y las sensacionales flores rojas de los granados.
Fauna: La fauna está mediatizada por el desarrollo urbano de la localidad, pero el cauce fluvial favorece la existencia de varios tipos de ranas comunes o sapos corredores, además de alguna ave acuática esporádica. Mirlos, gorriones comunes, pajaritas de las nieves, abubillas y verdecillos siempre están presentes en las huertas, formando el grupo animal más numeroso del paisaje alqueriense.

## Características socioeconómicas
Durante siglos el fértil valle de Alquerías y la riqueza hídrica que le proporcionaba el sistema de acequias que regaba sus huertas propició el cultivo de hortalizas, frutas y cereales, además de la morera, cuyas hojas alimentaban a los gusanos productores de seda.
Con el paso de los años, y ya entrado el siglo XX, fueron los cultivos de cítricos los más provechosos, y durante la reconversión de la agricultura a partir de la década de 1980, se propició el establecimiento de empresas dedicadas a la exportación en fresco de cítricos y hortalizas, siendo los países europeos los principales clientes.
Alquerías se convirtió en uno de los referentes en exportación agrícola en la economía murciana, con distintas empresas y almacenes dedicados a la manufactura de los productos del agro.

## Reconversión agrícola y sector servicios
El paulatino cambio de las zonas de producción agrícola en la Región de Murcia, trasladándose la producción a comarcas con nuevos regadíos que poseen mayores extensiones de tierra, distintos al minifundio de las huertas tradicionales, fue reconvirtiendo muchas empresas alquerienses que abandonaron la exportación en fresco a favor de otros agentes de desarrollo económico.
Hoy día Alquerías tiene en el sector servicios su mayor aporte económico, tanto en las empresas dedicadas a la automoción, transportes, tapizados, mueblería, piensos o talleres mecánicos, como en la diversidad de comercios que pueblan el interior del casco urbano.
Los huertos de limoneros quedan como pequeñas explotaciones familiares para el autoabastecimiento.

## Transportes

### Por carretera
Alquerías está comunicado con los pueblos de sus alrededores y con la ciudad de Murcia por una red de carreteras locales y comarcales. Existe un proyecto de autovía. También hay parada de taxis.

### Autobús
El servicio de transporte público urbano es operado por TMP Murcia, que conecta la pedanía con la ciudad de Murcia.
| Línea | Recorrido                  | Recorrido                                                            | Recorrido                                                            |
| ----- | -------------------------- | -------------------------------------------------------------------- | -------------------------------------------------------------------- |
| 31    | Beniel - El Raal Alquerías | Santa Cruz - Llano de Brujas - Puente Tocinos - Murcia - C.C. Myrtea | Santa Cruz - Llano de Brujas - Puente Tocinos - Murcia - C.C. Myrtea |

### Tren
La estación de tren de cercanías, a un kilómetro de distancia del pueblo y antiguo inicio de la línea Murcia-Alicante, dejó de prestar servicio en julio de 2008 con motivo de la inauguración de los 9 primeros kilómetros de la plataforma para la línea ferroviaria de alta velocidad Murcia-Madrid.

## Alquerienses ilustres
- Jesús Juárez Párraga (1942), Arzobispo Emérito de  Sucre (Bolivia).
- Antonio Jara Andréu (1946), alcalde de la ciudad de Granada y actual presidente de Caja Granada.
- Alberto Tomás Botía Rabasco (1989), jugador del Elche Club de Fútbol.

## Fiestas de Alquerías
Las fiestas patronales del pueblo son en honor a San Juan Bautista. Estas comienzan unas pocas semanas antes del día 24 de junio, ya que este es el día de San Juan Bautista, día con el que concluyen las fiestas. Es muy típico en estas fechas hacer distintas actividades para todas las edades, como por ejemplo un campeonato de fútbol sala, la merienda popular, el día del niño, la cucaña, las carrozas o el desfile de la bruja.
Además de esta festividad, la pedanía cuenta con otras festividades:
- El día de la Candelaria (2 de febrero).
- Las fiestas del Barrio del Carmen (16 de julio).
- Las fiestas del Barrio del Pilar (12 de octubre).

## Lugares de interés turístico
- Parroquia de San Juan Bautista
- La Ermita de Nuestra Señora de la Oliva
- Puente Viejo o puente de hierro